# قلعه دراور

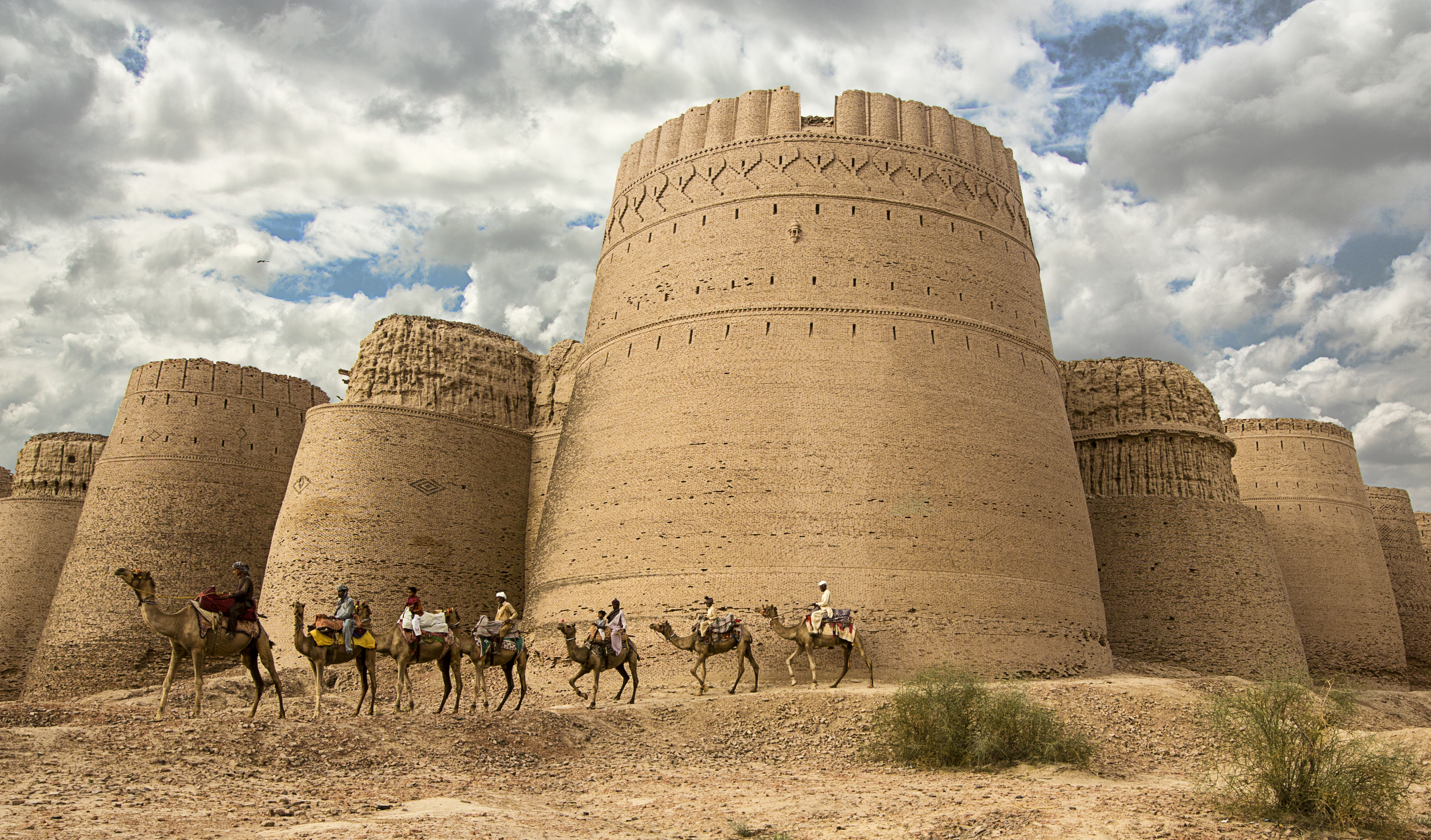
نمایی از قلعهٔ دراور

قلعه دراور (انگلیسی: Derawar Fort) یک مجموعهٔ وسیع از بارو واقع در بهاولپور، پاکستان، منطقه پنجاب، پاکستان است. چهل برج دراور از فواصل چندین مایلی در صحرای چولستان قابل مشاهده است. محیط دیوارهای این دژ، ۱۵۰۰ متر و ارتفاع آن ۳۰ متر است. ساخت این بناها به سدهٔ نهم پس از میلاد بازمی‌گردد.

## نگارخانه

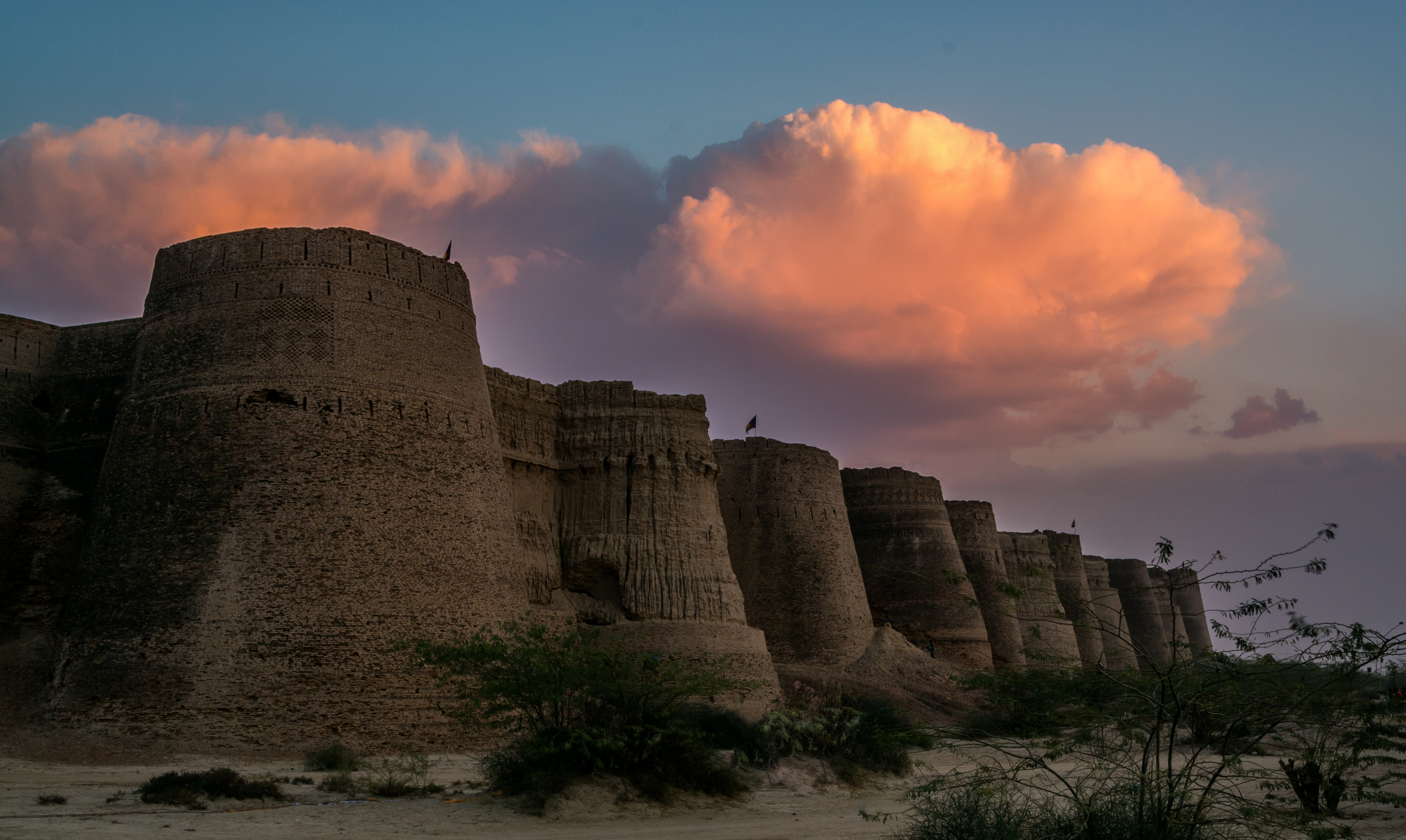
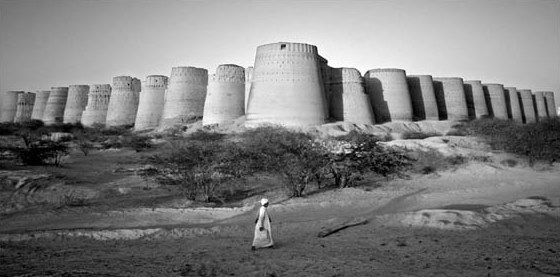
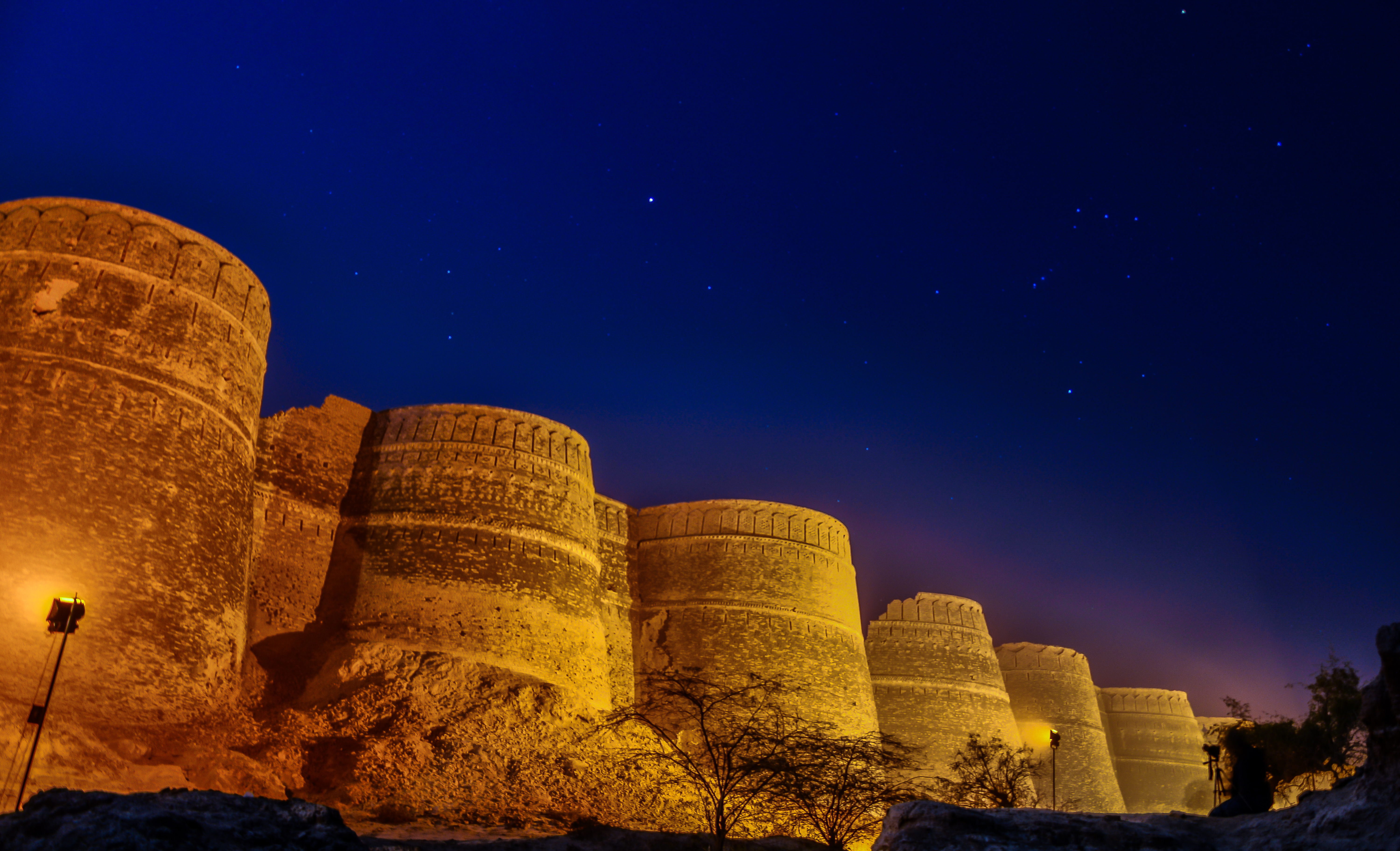
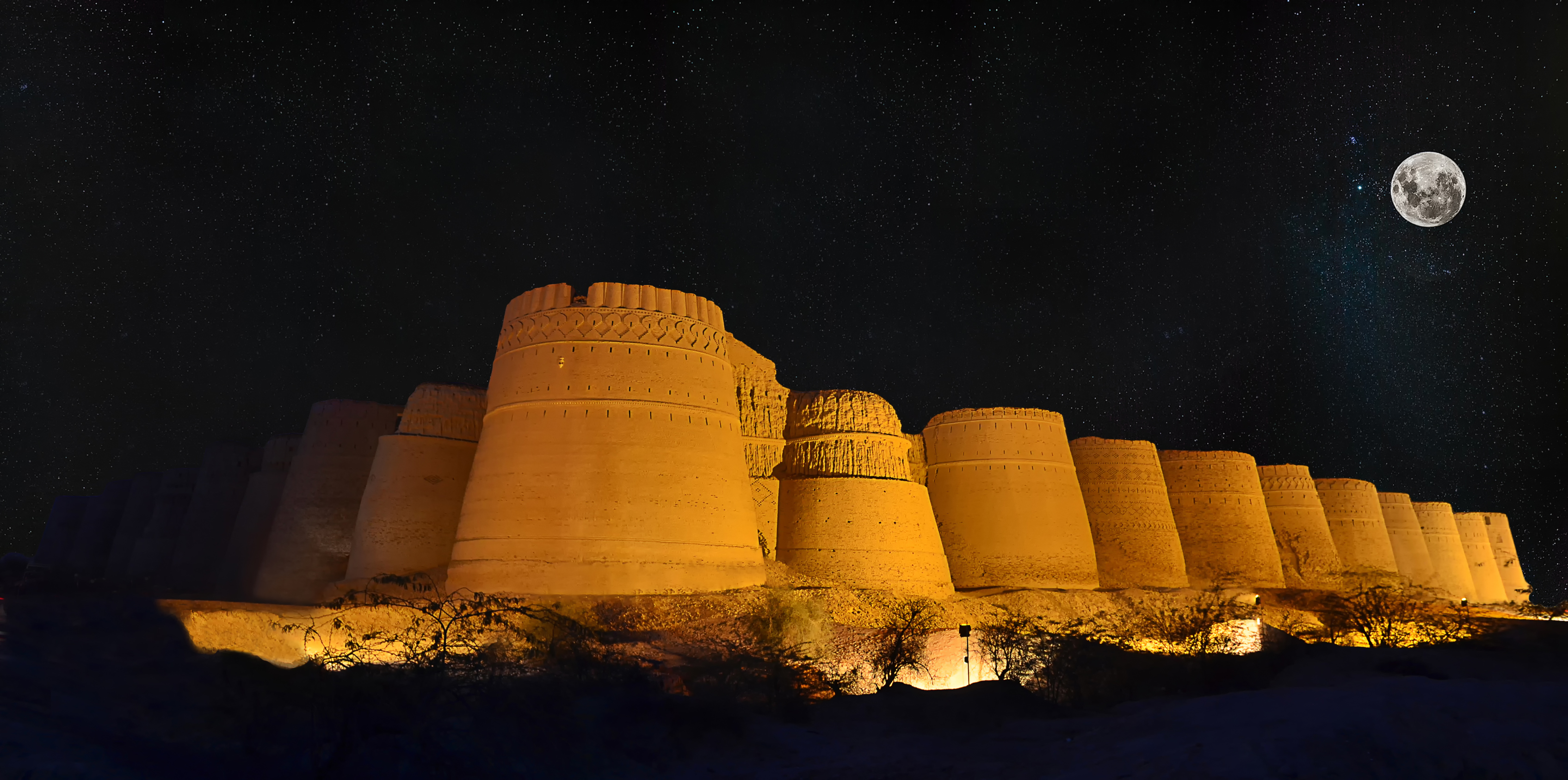
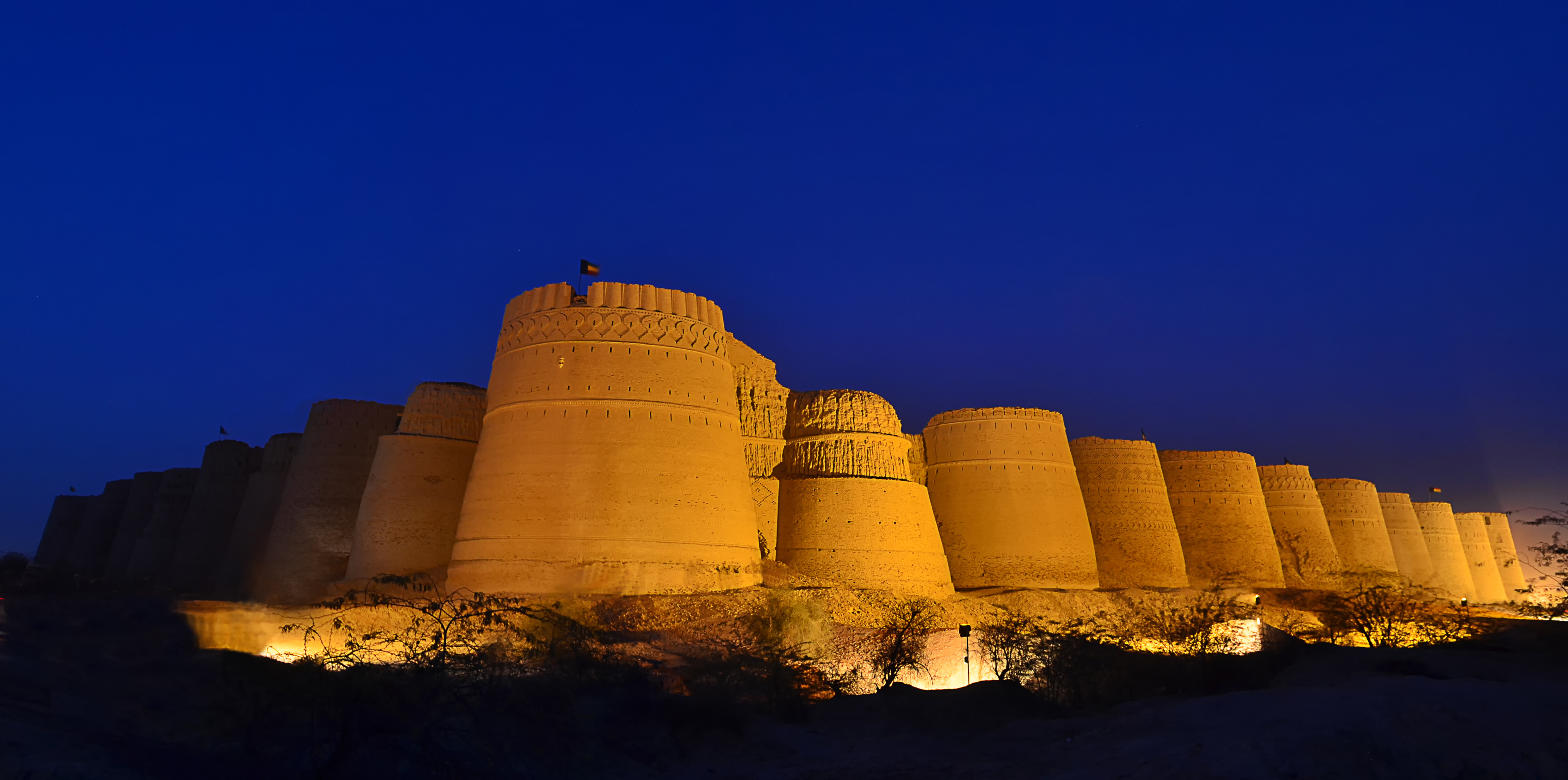